# احتلوا أستراليا

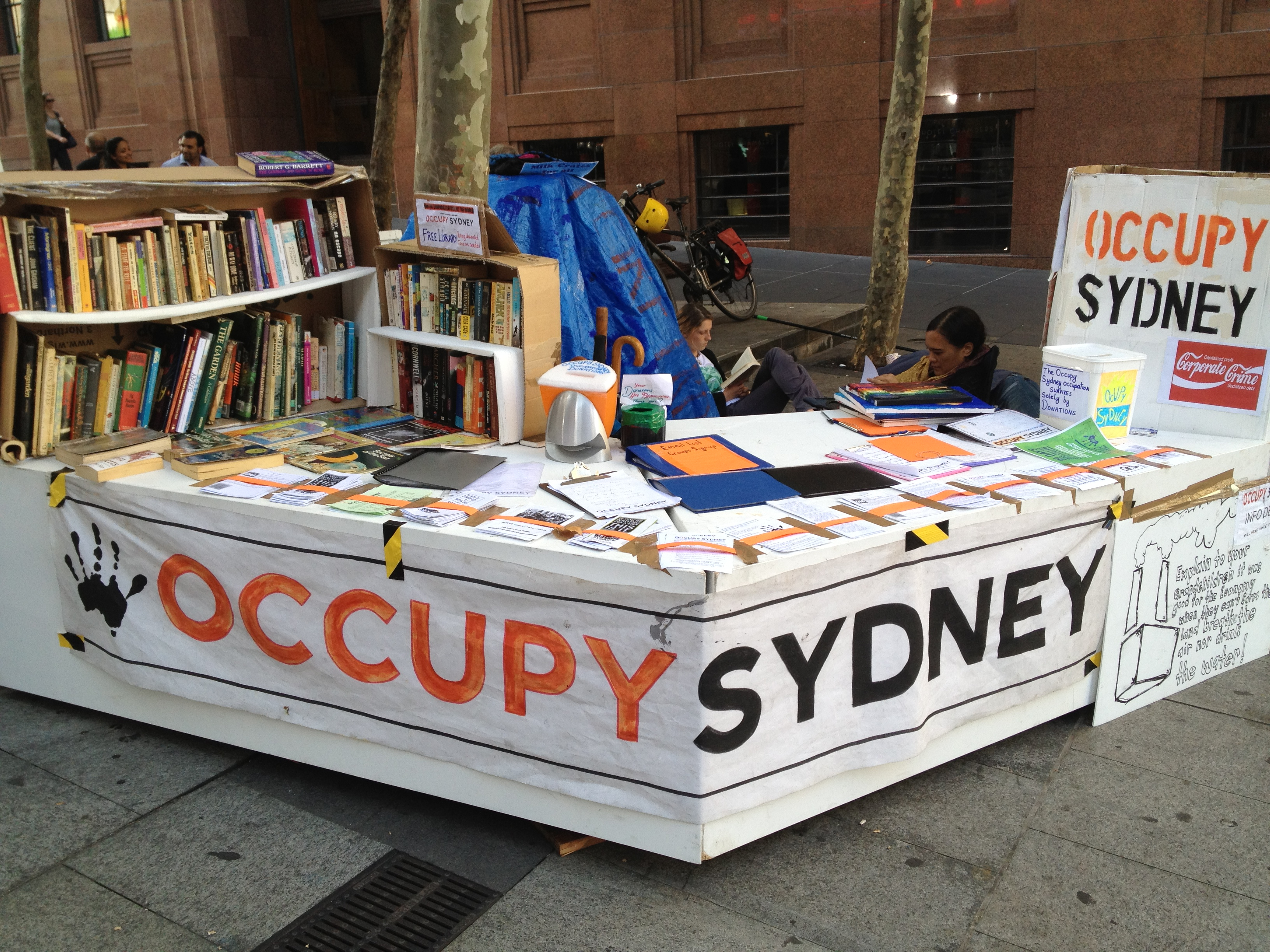
جانب من اعتصام احتلوا سيدني في فبراير عام 2012.

في 15 أكتوبر شاركت العديد من المدن الأسترالية بالاحتجاجات التي دعت إليها حركة «احتلوا وول ستريت»، بينها مدن في قارة أستراليا نفسها وأخرى في جزيرة نيوزيلاندا، ومن أبرزها مدن سيدني وأوكلاند وويلنغتون وكرايستشيرش.< وبعد مظاهرات 15 أكتوبر بدأ محتجو سيدني اعتصاماً مفتوحاً أمام البنك الأسترالي في منطقة مارتن بوسط المدينة، واستمرَّ الاعتصام مدة أسبوع، لكن في صباح يوم الأحد 23 أكتوبر باغتت شرطة مكافحة الشغب المحتجين وهم نيام، فحاولوا تشكيل سلسلة بشرية حول المخيم لحمايته، غير أنها نحجت في فضهم واعتقلت 40 شخصاً منهم. وقد بدأ اعتصام مشابه أيضاً في مدينة ملبورن خلال الأسبوع، لكن الشرطة الأسترالية فضته في يوم 21 أكتوبر واعتقلت 20 متظاهراً.